# Sachrang

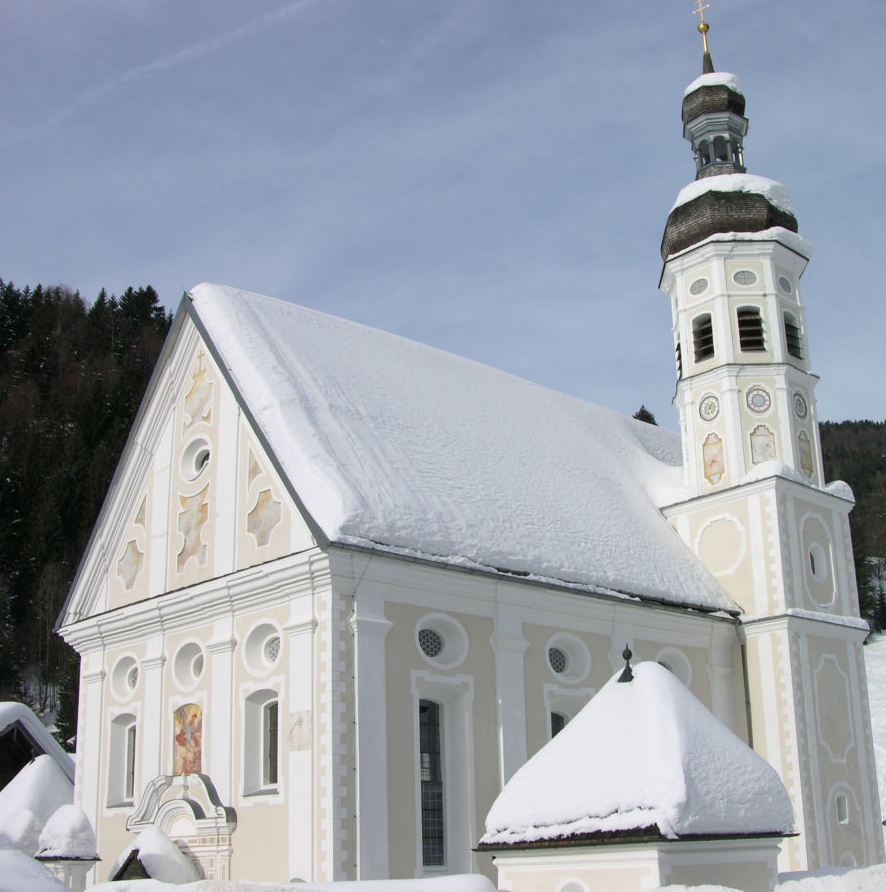
Kościół św. Michała

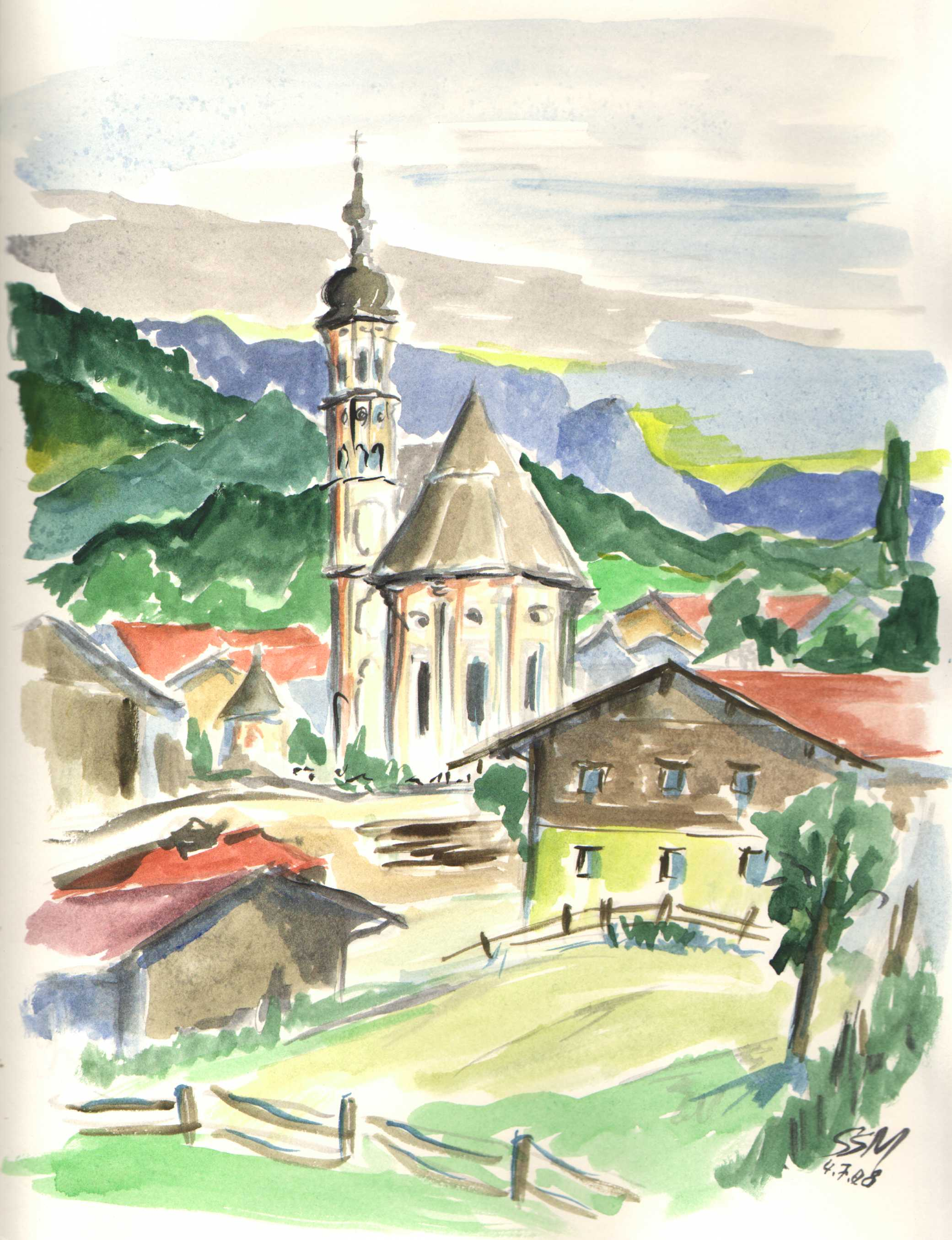
Das "Naturdorf" Sachrang. Akwarela Siegfrieda Schieweck-Mauka, Eichstätt

Sachrang – część gminy Aschau im Chiemgau w Niemczech, w kraju związkowym Bawaria, w rejencji Górna Bawaria, w regionie Südostoberbayern, w powiecie Rosenheim.

## Położenie
Górska wieś o tradycyjnym wyglądzie leżąca na południowym krańcu doliny rzeki Prien z pasmem Kaisergebirge w tle i niedaleko granicy z austriackim Tyrolem. Wieś leży w Alpach Chiemgawskich u stóp szczytów Geigelstein i Spitzstein.

## Historia
Sachrang należał do chiemgawskiej donacji utworzonej w 1215 r. sufraganii Chiemsee. W XIII w. Rüdiger von Walchen wybudował fortyfikacje i wieżę, zburzone na rozkaz książąt bawarskich, którzy uznali ich budowę na obszarze Aschau za niezgodną z prawem. W XV w. biskup przekazał Sachrang w lenno rodzinie Freyberg, która dzięki jego zakupowi w 1529 r. uwolniła się spod prawa lennego. W ten sposób dokonano zmiany własności kościelnej w szlachecką. Sachrang należał do państwa Hochenaschau i był siedzibą jednego z jego urzędów, któremu podlegało dalsze 14 osad. W połowie XVIII w. miejscowość składała się z ośmiu nieruchomości. W 1827 lub 1829 r. skończyło się władztwo rodu Preysing na zamku Hohenaschau. Samodzielna gmina Sachrang została 1 maja 1978, w ramach bawarskiej reformy administracyjnej, przyłączona do gminy Aschau im Chiemgau. Gmina miała powierzchnię 3898,97 ha i składała się z 15 części. Obecnie jej obszar tworzy obręb ewidencyjny Sachrang w ramach gminy Aschau im Chiemgau. Do spisu powszechnego przeprowadzonego 25 maja 1987 dotychczasowy obszar gminy z 15 częściami miał ogółem 571 mieszkańców, z czego 227 we wsi parafialnej Sachrang.
Od 2017 r. Sachrang jest częścią międzynarodowej inicjatywy Austriackiego Związku Alpejskiego pod nazwą „Bergsteigerdörfer” czyli Wioski alpinistyczne. W 2018 r. na zlecenie władz gminy Aschau im Chiemgau ustawiono w Sachrangu, jako pierwszej wiosce alpinistycznej, odpowiednie znaki miejscowości informujące o tym fakcie. 

## Kościół katolicki św. Michała
Centralnym punktem wsi jest barokowy kościół św. Michała. Pierwszy kościół został zbudowany w stylu romańskim. Obecna budowla powstała w latach 1687–1688 według projektu Giovanniego Gaspara Zuccalliego i Lorenza Sciasci ze środków hrabiów Preysing z Hohenschau. 31 sierpnia 1689 nowy kościół został konsekrowany przez biskupa Chiemsee, Sigmunda Ignaza hrabiego Wolkenstein. Plafon został wykonany przez Simona Zaglachera w 1768 roku. W 1806 r. kościół filialny został przekształcony w parafialny. 
W kościele nakręcono komedię ZDF pod tytułem „Der Bergpfarrer”, (Górski proboszcz) ze Stephanem Lucą w roli głównej. 

## Muzeum
W 2001 r. zostało utworzone, na strychu budynku byłej szkoły (Schulstraße 3) przez gminę Aschau i Towarzystwo Muzealne (Museumsverein Müllner-Peter-von-Sachrang), muzeum Müllner-Peter-Museum. Na pierwszym piętrze budynku znajduje się pokój, tzw. Lehrer-(Max) Hickl-Zimmer z meblami i eksponatami z 1910 r. Obok budynku założono ogród z ziołami leczniczymi, a dawne sale lekcyjne są wykorzystywane przez przedszkole. 

## Osoby związane z Sachrangiem
- Peter Huber (1766–1843), znany jako Müllner Peter, młynarz, muzyk i erudyta[8]
- Heinrich Härtle (1909–1986), działacz naukowy w okresie III Rzeszy i skrajnie prawicowy publicysta[9]
- Hans Pumpfer (* 1928), ostatni burmistrz dawnej gminy Sachrang i honorowy obywatel gminy Aschau im Chiemgau, kawaler niemieckiego Krzyża Zasługi na Wstędze[10]
- Robert Huber (1931–2010), były „mistrz ceremonii“ Oktoberfestu i założyciel fundacji Sachrang Stiftung[11]
- Werner Herzog (* 1942), reżyser filmowy. Wychował się części „Berg“.
- Hansjörg Schellenberger (* 1948), niemiecki oboista i dyrygent, kawaler niemieckiego Krzyża Zasługi na Wstędze[12]